# Birtac
La Birtac va ser un petit cinematògraf de calibre inferior a l'estàndard inventat i patentat per Birt Acres a Anglaterra el 9 de juny de 1898. La càmera era de fusta, amb maneta i de la mida i forma de les populars càmeres de detectius de l'època. Estava autocontinguda en una caixa de fusta i combinava les funcions de càmera i projector. Es va utilitzar una pel·lícula de 17,5 mm d'ample que es va obtenir de dividir les de 35 mm per la meitat i, com el seu inventor va indicar, l'aparell era essencialment apte per a pantalles de saló de petites proporcions, dissenyat per a un disc no major de dos o tres peus i depenent del subministrament habitual de gas domèstic de il·luminant. Històricament, aquest es considera el primer equip que va utilitzar la pel·lícula de 17,5 mm.

## Història
Quan la pel·lícula es va convertir en una realitat pràctica, a finals de segle XIX, els tècnics van treballar amb equips que eren, majoritàriament, voluminosos i difícils d'utilitzar amb una pel·lícula que no només era costosa, sino que era perillosament inflamable.
La forma més òbvia de reduir tant la mida de l'equip com el cost de fer-lo servir era reduir la mida de la pel·lícula, que en aquest moment mesurava generalment 33 mm d'ample. Una de les primeres càmeres dissenyades en aconseguir-ho va ser la Birtac. Acres va tallar l'estàndard de la pel·lícula pel centre, produint tires de pel·lícula de 17.5 mm d'ample amb dues perforacions per fotograma en la mateixa vora, com actualment la Super 8. A l'invertir la lent i afegir un llum, la càmera també funcionaria com a projector, una característica comuna a la majoria de les càmeres de l'època entre aficionats.

## Funcionament
Quan es feia servir com a càmera, el negatiu es col·locava en el suport de la pel·lícula unit a la part inferior de la secció superior. Després, es passava a través d'aquesta, primer sobre el corró superior que actuava com a guia i, després, per sota d'un segon corró i cap a la roda dentada. Des d'allà, passava per sota d'un tercer corró guia fins a la bobina de recollida.
La pel·lícula se subministrava amb rodets per a la càrrega diürna i tenia una longitud de paper negre adherit a l'extrem per evitar l'exposició indeguda. A més a més, la càmera estava equipada amb una lent Ross.
Per funcionar com a projector, la part superior de la caixa s'aixecava i la pel·lícula positiva es col·locava en el mateix recipient que servia per al negatiu. La pel·lícula s'enfilava a través de la màquina però mitjançant una reorganització del panell frontal, es posava en servei una lent de projecció en lloc de la lent utilitzada per fotografiar. Finalment, es col·locava una llum especial de gas incandescent a la part posterior de l'instrument per proporcionar la il·luminació que faria possible la projecció.

## Presentació de l'invent
Per al llançament de l'aparell, Birt Acres va fer una demostració especial davant del Camera Club al Anderton's Hotel a Strand el 26 d'octubre. Desafortunadament, les coses no van sortir tan bé com podrien a causa d'alguns problemes amb l'il·luminant: la pressió de gas de l'hotel no va ser suficient per donar una llum adequada, el que va espatllar la presentació. En aquest moment, Acres va començar a dissenyar una nova llum per trobar una solució a el problema.
Finalment, Birt Acres no va aconseguir l'èxit que pensava. Quan va llançar la Birtac, la Warwick Trading Company va anunciar el seu propi cinematògraf de calibre inferior a l'estàndard anomenat Biokam. Era al voltant de la meitat del preu de la Birtac, utilitzava una pel·lícula perforada centralment (17,5 mm) i combinava les funcions de càmera, impressora, projector i càmera instantània. A més a més, es podia instal·lar en qualsevol llanterna òptica estàndard. Tot i que la Biokam es va registrar a principis de novembre, no va ser fins a l'any següent que va aparèixer al mercat.

## Observacions inicials de la Birtac
En un primer moment, prendre negatius amb la Birtac funcionava sense cap inconvenient, exceptuant que la tira de paper protectora negra, que s'havia d'utilitzar al final d'una exposició i enrotllar al voltant de la pel·lícula per protegir-la de la llum, s'estripava en la seva unió amb el cel·luloide fent que fos aconsellable canviar les pel·lícules, no a plena llum del dia, sinó amb un drap llançat sobre la càmera. No obstant això, cal remarcar que això no passava a totes les persones que feien ús de la càmera, però si a un nombre elevat. Encara que, això sí, la càrrega de la càmera podia fer-se en tan sols un minut aproximadament.
D'altra banda, en el moment de girar el mànec de la càmera, s'havia d'intentar mantenir el moviment de la manera més regular possible, ja que, girant aproximadament tres vegades per segon, es trigava un minut a esgotar la pel·lícula.
Quan es revelava la pel·lícula, la imatge apareixia lentament als dos o tres minuts, i acabava d'aparèixer als dotze o vint. També, en comptes d'usar pyro-soda (barreja utilitzada antigament com a revelador fotogràfic), es podia utilitzar hidroquinona-metol, que permetia què dos o tres exposicions es poguessin desenvolupar successivament amb un lot de solució. Encara que de vegades fos necessari un bany d'alum després d'aquest procés, era millor prescindir-ne d'ell.
La lent de Ross utilitzada en el moment de fer aquestes observacions, fins i tot a plena obertura, va proporcionar una imatge nítida, i el resultat d'utilitzar el diafragma més tancat va ser que els objectes que havien a 15 peus estaven totalment exposats amb una bona llum.